# Чешма на поп Георги
Чешмата на поп Георги се намира в Етнографския музей на открито „Етър“ край Габрово.
Чешмата е изградена по поръчка на поп Георги през 1870 г. от пясъчник, с меден чучур. Има корито с приблизителна форма на куб с размери 1,60 x 1,60 x 1,50 m. Най-отгоре е изписано „поп Георги“, между двете думи е поставен орелеф на орел с разперени крила, под него годината „1870“, а от двете ѝ страни са поставени розети.